# Jean-Joseph Dessolles
Jean-Joseph-Paul-Augustin, markiz Dessolles (lub Dessoles) (ur. 3 lipca 1767 w Auch, zm. 2 listopada 1828 na zamku Monthuchet w departamencie Essonne) – generał i polityk francuski, premier i minister spraw zagranicznych 1818–1819.

## Rewolucja
Od 1792 służył w armii francuskiej. Uczestniczył w pierwszych kampaniach włoskich u boku Napoleona Bonaparte, gdzie został awansowany do stopnia generała brygady.

## Cesarstwo
Za krytykę cesarza popadł w niełaskę w 1806, jednak już 1809 został wysłany do Hiszpanii, gdzie walczył do 1811. Uczestniczył w wyprawie na Moskwę w 1812, jednak musiał zawrócić w Smoleńsku do Paryża ze względu na zły stan zdrowia.

## Restauracja
W czasach Restauracji zrobił dużą karierę polityczną. Już w 1814 przeszedł na stronę Burbonów, a kiedy hrabia d'Artois objął mocą dekretu Senatu tymczasowy zarząd Francją z tytułem namiestnika generalnego, Dessolles wszedł w skład rady tymczasowej u boku namiestnika, a następnie został dowódcą Gwardii Narodowej, w miejsce Mathieu de Montmorency. W grudniu 1818 Ludwik XVIII mianował go premierem i ministrem spraw zagranicznych w miejsce księcia Richelieu. Była to dość niespodziewana nominacja, oczekiwano, iż Dessolles będzie raczej figurantem na czele rządu, a faktyczną władzę będzie sprawował Élie de Decazes. Taki stan utrzymał się przez rok, aż w końcu w listopadzie 1819 Decazes zastąpił Dessolles'a na stanowisku premiera.